# دیک میلر
دیک میلر (انگلیسی: Dick Miller؛ زادهٔ ۲۵ دسامبر ۱۹۲۸ – درگذشته ۳۰ ژانویهٔ ۲۰۱۹) هنرپیشه، صدا پیشه و فیلم‌نامه‌نویس اهل ایالات متحده آمریکا بود. وی از سال ۱۹۵۵ میلادی تا ۲۰۱۹ مشغول فعالیت بوده‌است.
از فیلم‌هایی که وی در آن نقش داشته‌است، می‌توان به نابودگر، نیویورک، نیویورک، پیرانا، حومه‌نشین‌ها، گرملین‌ها ۲، لرزش، تق تق و راک!، دور از خانه، پروژه ایکس، شوالیه شیطان و زمانی برای کشتن اشاره کرد.